# Ruan Oliveira
Ruan de Oliveira Ferreira (ur. 23 marca 2000 w Paraíso do Norte) – brazylijski piłkarz występujący na pozycji środkowego lub ofensywnego pomocnika, od 2019 roku zawodnik Corinthians.